# Cruts
Cruts is een geslacht oorspronkelijk afkomstig uit Maastricht dat enkele vooraanstaande bestuurders en geestelijken voortbracht. Het geslacht Cruts werd eind 19e eeuw opgenomen in het Stam- en wapenboek van aanzienlijke Nederlandsche familiën van A.A. Vorsterman van Oijen.

## Enkele telgen
- Hubertus Cruts (?-1686), raadsheer te Maastricht en stamvader van het geslacht Cruts.
  - Willem Cruts (?-1745?), van 1722-1745 prior van het Kruisherenklooster in Maastricht.
    - Willem Hubertus Cruts (1725-1780), burgemeester van Maastricht. Huwde in 1751 Maria Magdalena Josepha Xaveria Kerens. 
      - Jan Hendrik Servaas Cruts (1755-1808), schepen te Maastricht. Gehuwd met Anna Adriana de Creeft (1766-1839).
        - Balthazar Joseph Willem Cruts (1788-1841), gemeenteraadslid Maastricht, lid Provinciale Staten van Limburg. In 1833 getrouwd met Caroline Colpin, kleindochter en erfgename van Charles Roemers.[1]
        - Nicolas T.J. Cruts (1784–1844), procureur bij de douanerechtbank in Utrecht, officier van justitie bij de rechtbank Maastricht, lid Belgisch Nationaal Congres.[2]

      - Godfried Joseph Cruts [ook: Gottfried Josef Crüts von Creits][3] (1757-1815) kanunnik en rijproost van het kapittel van Sint-Servaas te Maastricht, onderzoeksrechter van de aalmoezenier bij het Oostenrijks leger, vicaris-generaal, vicaris-capitularis en bisschop van Sankt Pölten.[4]